# Silenziario
Silenziario (in greco antico: σιλεντιάριος?, silentiarios, e in latino: silentiarius) è stato il titolo di una classe di cortigiani presso la corte dell'Impero bizantino, responsabili del mantenimento dell'ordine e del silenzio nel palazzo imperiale di Costantinopoli. Benché all'inizio i silenziari avessero in effetti un ruolo attivo, verso la metà del periodo bizantino questo titolo fu convertito in un titolo del tutto onorifico.

## Storia e funzioni
La prima attestazione della carica di "silenziario" si ha in un editto imperiale databile tra il 326 e il 328. Al tempo, la schola, ossia l'unità, dei silentiarii era posta sotto la supervisione del praepositus sacri cubiculi, il gran ciambellano di corte, mentre i suoi membri appartenevano alla giurisdizione del magister officiorum, ossia del capo dell'amministrazione imperiale. La loro funzione nel palazzo era quella di garantire l'ordine durante le udienze imperiali e di annunciare la riunione del consiglio privato dell'imperatore, il sacrum consistorium (un'azione chiamata "silentium nuntiare"). I silenziari, quattro dei quali erano destinati al servizio esclusivo dell'imperatrice, erano scelti tra la classe senatoria, ma erano dispensati dagli obblighi formali di quella classe, ed esisteva anche una classe di silenziari onorari, per essere ammessi alla quale si doveva pagare una quota di ammissione.
A partire dal 437, il numero di silenziari fu portato a trenta, con l'unità comandata da tre decurioni (in greco antico: δεκουρίωνες?, decuriones). Sebbene inizialmente quella del silenziario fosse una carica di basso rango, la sua vicinanza alla persona dell'imperatore fece sì che i membri ordinari di questa unità fossero elevati al rango di vir spectabilis, nel quinto secolo, e che i decuriones fossero elevati al rango di vir illustris nel sesto secolo.
Dopo il sesto secolo, il ruolo del silenziario divenne puramente cerimoniale. Esso figura ancora nelle liste degli uffici del nono e del decimo secolo come il secondo più basso tra i vari titoli onorifici riservati agli “uomini con la barba”, vale a dire ai non eunuchi. Secondo il Klētorologion di Filoteo, il segno distintivo della loro carica era un bastone da passeggio dorato, bastone che veniva utilizzato, secondo quanto riportato da Pietro Patrizio, anche dall’imperatore stesso per condurre la cerimonia della loro investitura. L’ultima ricorrenza certa di tale titolo risale al regno dell’imperatore Niceforo II Foca, dal 963 al 969, e, come è successo per la maggior parte dei titoli onorifici del periodo medio dell’Impero bizantino, si ritiene che anche l’utilizzo di questo titolo sia scomparso tra l’undicesimo e il dodicesimo secolo.

## Silenziari famosi
- L’imperatore Anastasio I Dicoro, che ha regnato dal 491 al 518, è stato un decurione dei silenziari prima di salire al trono;
- Paolo Silenziario, famoso epigrammista vissuto nel sesto secolo alla corte dell’imperatore Giustiniano I;
- Gubazes II di Lazica, re cliente della Lazica, che ha regnato dal 541 al 554, metà romano per nascita, aveva servito come silenziario fino alla sua ascesa al trono.